# Джессі Лівайн
Джессі Лівайн (англ. Jesse Levine; нар. 15 жовтня 1987) — колишній американський тенісист.
Найвищу одиночну позицію світового рейтингу — 69 місце досяг 1 жовтня, 2012, парну — 119 місце — 22 липня, 2013 року.
Найвищим досягненням на турнірах Великого шолома було 3 коло в одиночному та парному розрядах.
Завершив кар'єру 2014 року.

## Фінали турнірів ATP за кар'єру

### Парний розряд: 1 (1 поразка)
| Легенда                                     |
| ------------------------------------------- |
| Турніри Великого шлема (0–0)                |
| Фінали Світового туру ATP (0–0)             |
| Серія Мастерс 1000 Світового Туру ATP (0–0) |
| Серія 500 Світового туру ATP (0–0)          |
| Серія 250 Світового туру ATP (0–1)          |

| Титули за покриттям |
| ------------------- |
| Тверде (0–0)        |
| Ґрунт (0–1)         |
| Трава (0–0)         |

| Результат | В-П | Дата     | Турнір                                   | Рівень    | Покриття | Партнер      | Суперники            | Рахунок  |
| --------- | --- | -------- | ---------------------------------------- | --------- | -------- | ------------ | -------------------- | -------- |
| Поразка   | 0–1 | Кві 2009 | U.S. Men's Clay Court Championships, США | Серія 250 | Ґрунт    | Раян Світінг | Боб Браян Майк Браян | 1–6, 2–6 |

## Фінали ATP Челленджер і ITF Ф'ючерс

### Одиночний розряд: 14 (9–5)
| Легенда (одиночний розряд) |
| -------------------------- |
| Тур ATP Челленджер (5–4)   |
| Тур ITF Ф'ючерс (4–1)      |

| Титули за покриттям |
| ------------------- |
| Тверде (6–4)        |
| Ґрунт (3–1)         |
| Трава (0–0)         |
| Килим (0–0)         |

| Результат | В-П | Дата     | Турнір                               | Рівень     | Покриття   | Суперник           | Рахунок            |
| --------- | --- | -------- | ------------------------------------ | ---------- | ---------- | ------------------ | ------------------ |
| Перемога  | 1–0 | Лис 2007 | Нашвілл, США                         | Челленджер | Тверде (i) | Алекс Кузнєцов     | 3–6, 6–2, 7–6(7–5) |
| Перемога  | 2–0 | Лис 2007 | Шампейн, США                         | Челленджер | Тверде (i) | Доналд Янг         | 7–6(7–4), 7–6(7–4) |
| Перемога  | 3–0 | Тра 2008 | Брейдентон, США                      | Челленджер | Ґрунт      | Роберт Кендрік     | 6–3, 5–7, 7–6(7–3) |
| Поразка   | 3–1 | Тра 2009 | Алессандрія, Італія                  | Челленджер | Ґрунт      | Блаж Кавчич        | 5–7, 3–6           |
| Поразка   | 3–2 | Жов 2009 | Сакраменто, США                      | Челленджер | Тверде     | Сантьяго Хіральдо  | 6–7(4–7), 1–6      |
| Поразка   | 3–3 | Лип 2010 | Lexington Challenger, США            | Челленджер | Тверде     | Карстен Болл       | 4–6, 6–7(2–7)      |
| Перемога  | 4–3 | Чер 2011 | США F17, Індіан-Гарбор-Біч (Флорида) | Ф'ючерс    | Ґрунт      | Джефф Дадамо       | 6–4, 6–4           |
| Перемога  | 5–3 | Вер 2011 | Канада F5, Торонто                   | Ф'ючерс    | Ґрунт      | Джордан Кокс       | 6–2, 6–2           |
| Перемога  | 6–3 | Вер 2011 | Канада F6, Торонто                   | Ф'ючерс    | Тверде     | Райн Вільямс       | 6–1, 6–0           |
| Поразка   | 6–4 | Вер 2011 | Канада F7, Маркем                    | Ф'ючерс    | Тверде     | Пітер Поланскі     | 4–6, 6–3, 5-7      |
| Перемога  | 7–4 | Жов 2011 | США F27, Мансфілд (Техас)            | Ф'ючерс    | Тверде     | Джон-Патрік Сміт   | 6–4, 6–3           |
| Поразка   | 7–5 | Лис 2011 | Шарлотсвілл, США                     | Челленджер | Тверде     | Ізак ван дер Мерве | 6–3, 3–6, 4-6      |
| Перемога  | 8–5 | Лис 2011 | Ноксвілл, США                        | Челленджер | Тверде     | Браян Бейкер       | 6–2, 6–3           |
| Перемога  | 9–5 | Лют 2012 | Даллас, США                          | Челленджер | Тверде (i) | Стів Дарсіс        | 6–4, 6–4           |

### Парний розряд: 6 (3–3)
| Легенда (парний розряд)  |
| ------------------------ |
| Тур ATP Челленджер (2–1) |
| Тур ITF Ф'ючерс (1–2)    |

| Парний розряд за покриттям |
| -------------------------- |
| Тверде (3–3)               |
| Ґрунт (0–0)                |
| Трава (0–0)                |
| Килим (0–0)                |

| Результат | В-П | Дата     | Турнір              | Рівень     | Покриття   | Суперник         | Рахунок                          |                    |
| --------- | --- | -------- | ------------------- | ---------- | ---------- | ---------------- | -------------------------------- | ------------------ |
| Перемога  | 1–0 | Лис 2005 | Канада F3, Монреаль | Ф'ючерс    | Тверде     | Ґрунт Donato     | Пітер Поланскі Аділ Шамасдін     | 6–2, 6–7(5-7), 6-3 |
| Поразка   | 1–1 | Січ 2006 | США F3, Бока-Ратон  | Ф'ючерс    | Тверде     | Майкл Шабаз      | Браян Вілсон Джеремі Вуртзман    | 2–6, 6–7(4-7)      |
| Перемога  | 2–1 | Чер 2008 | Ізмір, Туреччина    | Челленджер | Тверде     | Нішікорі Кеі     | Нейтан Томпсон Данай Удомчоке    | 6–1, 7–5           |
| Перемога  | 3–1 | Лис 2008 | Луїсвілл, США       | Челленджер | Тверде (i) | Пракаш Амрітрадж | Френк Данцевич Душан Вемич       | 6–3, 7–6(12–10)    |
| Поразка   | 3–2 | Сер 2010 | Ванкувер, Канада    | Челленджер | Тверде     | Раян Гаррісон    | Трет Х'юї Домінік Інглот         | 4–6, 5–7           |
| Поразка   | 3–3 | Бер 2011 | Канада F2, Шербрук  | Ф'ючерс    | Тверде     | Бретт Джолсон    | Венсан Стуфф Шарль-Антуан Брезак | 3–6, 6–3, [5-10]   |

## Юніорські фінали турнірів Великого шолома

### Парний розряд: 1 (1 перемога)
| Результат | Рік  | Турнір               | Покриття | Партнер     | Суперники            | Рахунок  |
| --------- | ---- | -------------------- | -------- | ----------- | -------------------- | -------- |
| Перемога  | 2005 | Вімблдонський турнір | Трава    | Майкл Шабаз | Сем Грот Ендрю Кенно | 6–4, 6–1 |

## Досягнення
| W | Ф | ПФ | ЧФ | #Р | КТ | К# | DNQ | A | NH |

### Одиночний розряд
| Турнір                                 | 2005 | 2006 | 2007 | 2008 | 2009 | 2010 | 2011 | 2012 | 2013 | SR     | В-П  | % виграшів |
| -------------------------------------- | ---- | ---- | ---- | ---- | ---- | ---- | ---- | ---- | ---- | ------ | ---- | ---------- |
| Турніри Великого шлему                 |      |      |      |      |      |      |      |      |      |        |      |            |
| Відкритий чемпіонат Австралії з тенісу |      |      |      | 2р   |      |      |      | 1р   | 2р   | 0 / 3  | 2–3  | 40%        |
| Відкритий чемпіонат Франції з тенісу   |      |      |      | К1р  | К1р  |      |      | 2р   | 1р   | 0 / 2  | 1–2  | 33%        |
| Вімблдонський турнір                   |      |      |      | 2р   | 3р   | 1р   |      | 2р   | 2р   | 0 / 5  | 5–5  | 50%        |
| Відкритий чемпіонат США з тенісу       | К1р  | К2р  | 1р   | 1р   | 2р   | К1р  |      | 1р   | К1р  | 0 / 4  | 1–4  | 20%        |
| В-П                                    | 0–0  | 0–0  | 0–1  | 2–3  | 3–2  | 0–1  | 0–0  | 2–4  | 2–3  | 0 / 14 | 9–14 | 39%        |
| Тур ATP Мастерс 1000                   |      |      |      |      |      |      |      |      |      |        |      |            |
| Indian Wells Open                      |      |      |      | 1р   | К1р  | 1р   |      | 1р   | К2р  | 0 / 3  | 0–3  | 0%         |
| Відкритий чемпіонат Маямі з тенісу     |      |      |      | 1р   | 1р   | К2р  | К1р  | 1р   | 1р   | 0 / 4  | 0–4  | 0%         |
| Мастерс Мадрид                         |      |      |      |      |      |      |      |      | 1р   | 0 / 1  | 0–1  | 0%         |
| Мастерс Рим                            |      |      |      |      |      |      |      |      | К1р  | 0 / 0  | 0–0  | 0%         |
| Мастерс Канада                         |      |      |      | 2р   | 1р   |      | К2р  | К1р  | 2р   | 0 / 3  | 2–3  | 40%        |
| Мастерс Цинциннаті                     |      |      |      | 1р   | К1р  |      |      | 2р   |      | 0 / 2  | 1–2  | 33%        |
| В-П                                    | 0–0  | 0–0  | 0–0  | 1–4  | 0–2  | 0–1  | 0–0  | 1–3  | 1–3  | 0 / 13 | 3–13 | 19%        |

### Парний розряд
| Турнір                                 | 2006 | 2007 | 2008 | 2009 | 2010 | 2011 | 2012 | 2013 | SR    | В-П | % виграшів |
| -------------------------------------- | ---- | ---- | ---- | ---- | ---- | ---- | ---- | ---- | ----- | --- | ---------- |
| Турніри Великого шлему                 |      |      |      |      |      |      |      |      |       |     |            |
| Відкритий чемпіонат Австралії з тенісу |      |      |      |      |      |      |      |      | 0 / 0 | 0–0 | –          |
| Відкритий чемпіонат Франції з тенісу   |      |      |      |      |      |      |      |      | 0 / 0 | 0–0 | –          |
| Вімблдонський турнір                   |      |      | 1р   |      | 2р   |      |      | 3р   | 0 / 3 | 3–3 | 50%        |
| Відкритий чемпіонат США з тенісу       | 1р   | 3р   | 1р   | 2р   |      |      | 3р   |      | 0 / 5 | 5–5 | 50%        |
| В-П                                    | 0–1  | 2–1  | 0–2  | 1–1  | 1–1  | 0–0  | 2–1  | 2–1  | 0 / 8 | 8–8 | 50%        |